# Costa Rica en los Juegos Olímpicos de Seúl 1988
Costa Rica estuvo representada en los Juegos Olímpicos de Seúl 1988 por un total de 16 deportistas, 9 hombres y 7 mujeres, que compitieron en 6 deportes.
La portadora de la bandera en la ceremonia de apertura fue la nadadora Sigrid Niehaus.

## Medallistas
El equipo olímpico costarricense obtuvo las siguientes medallas:
| Nombre      | Deporte  | Competición   |
| ----------- | -------- | ------------- |
| Oro         |          |               |
| —           |          |               |
| Plata       |          |               |
| Sylvia Poll | Natación | 200 m libre F |
| Bronce      |          |               |
| —           |          |               |